# Санта Сесилија (Тампамолон Корона)
Санта Сесилија (шп. Santa Cecilia) насеље је у Мексику у савезној држави Сан Луис Потоси у општини Тампамолон Корона. Насеље се налази на надморској висини од 100 м.

## Становништво
Према подацима из 2005. године у насељу је живело 15 становника.

### Хронологија
| Година       | 2000 | 2005 |
| ------------ | ---- | ---- |
| Становништво | 6    | 15   |

### Попис
| # | Индикатор                        | Вредност |
| - | -------------------------------- | -------- |
| 1 | Укупно појединачних домаћинстава | 2        |